# Солнечное затмение 10 июня 2021 года
Солнечное затмение 10 июня 2021 года — кольцеобразное солнечное затмение 147 сароса, максимальную фазу которого можно было наблюдать на территории Канады, Гренландии и России.
Это затмение являлось повторением через сарос кольцеобразного солнечного затмения 31 мая 2003 года, полоса которого проходила по Шотландии, Исландии и Гренландии, а частные фазы были видны во многих странах Европы и Азии. Также оно уникально тем, что его можно было увидеть на Северном полюсе, это единственное кольцеобразное затмение, проходящее через данную точку в XXI веке. Следующее затмение данного сароса произойдёт 21 июня 2039 года.
Затмение (кольцеобразное или частное) было видно в 60 странах и зависимых территориях.
Следующее кольцеобразное затмение состоялось 14 октября 2023 года.

## Обстоятельства видимости затмения
Полоса кольцеобразной фазы затмения началась приблизительно в 9 ч. 55 мин. по всемирному времени в провинции Онтарио (Канада) в точке с координатами примерно 50° с. ш. и 90° з. д. (севернее озера Верхнее). Далее, двигаясь в северо-восточном направлении, полоса прошла через провинцию Онтарио, Гудзонов залив, полуостров Унгава, Гудзонов пролив, Баффинову Землю, море Баффина, а затем, следуя уже в северном направлении, прошла по крайней северо-западной части Гренландии. Именно там, в точке с координатами 80°49’ с. ш. и 66°48’ з. д., в 10 ч. 41 мин. 51 с. по всемирному времени наступила наибольшая фаза затмения. Далее полоса кольцеобразной фазы вступила в акваторию Северного Ледовитого океана, прошла через Северный полюс, а затем, следуя уже в южном направлении, приблизительно вдоль меридиана 150° в. д., она проследовала через остров Новая Сибирь и вступила на территорию России, где затронула Якутию, запад Чукотского автономного округа, север Магаданской области и крайний северо-запад Камчатского края. Завершилось кольцеобразное затмение приблизительно в 11 ч. 30 мин. по всемирному времени вблизи границы Якутии и Магаданской области в точке с координатами приблизительно 64° с. ш. и 151° в. д.
Частные фазы затмения были видны в Европе (кроме юга Италии, Балканского полуострова и южных районов Румынии), на значительной части территории бывшего СССР (кроме южных районов Молдовы и Украины, Крыма, Кавказа, южных районов Средней Азии, Приморского Края, Сахалина, Камчатки, Корякского АО и юга Чукотки), в Монголии, на большей части Китая, в Канаде (кроме её западных и юго-западных районов), на северо-востоке США, на севере Аляски, в Гренландии, во всём Северном Ледовитом океане и в северной зоне акватории Атлантического океана.
Основные населённые пункты, где можно было наблюдать кольцеобразное затмение:
| Населенный пункт | Время UTC | Η     | Длительность |
| Икалуит          | 10:08:00  | 17,8° | 3 м 5 с      |
| Каанаак          | 10:35:09  | 22,4° | 3 м 40 с     |
| Алерт            | 10:45:27  | 24,0° | 3 м 39 с     |
| Чокурдах         | 11:26:46  | 7,8°  | 3 м 37 с     |
| Белая Гора       | 11:29:21  | 6,4°  | 2 м 53 с     |
| Среднеколымск    | 11:27:06  | 4,0°  | 3 м 35 с     |
| Зырянка          | 11:30:15  | 3,0°  | 3 м 20 с     |

## Изображения

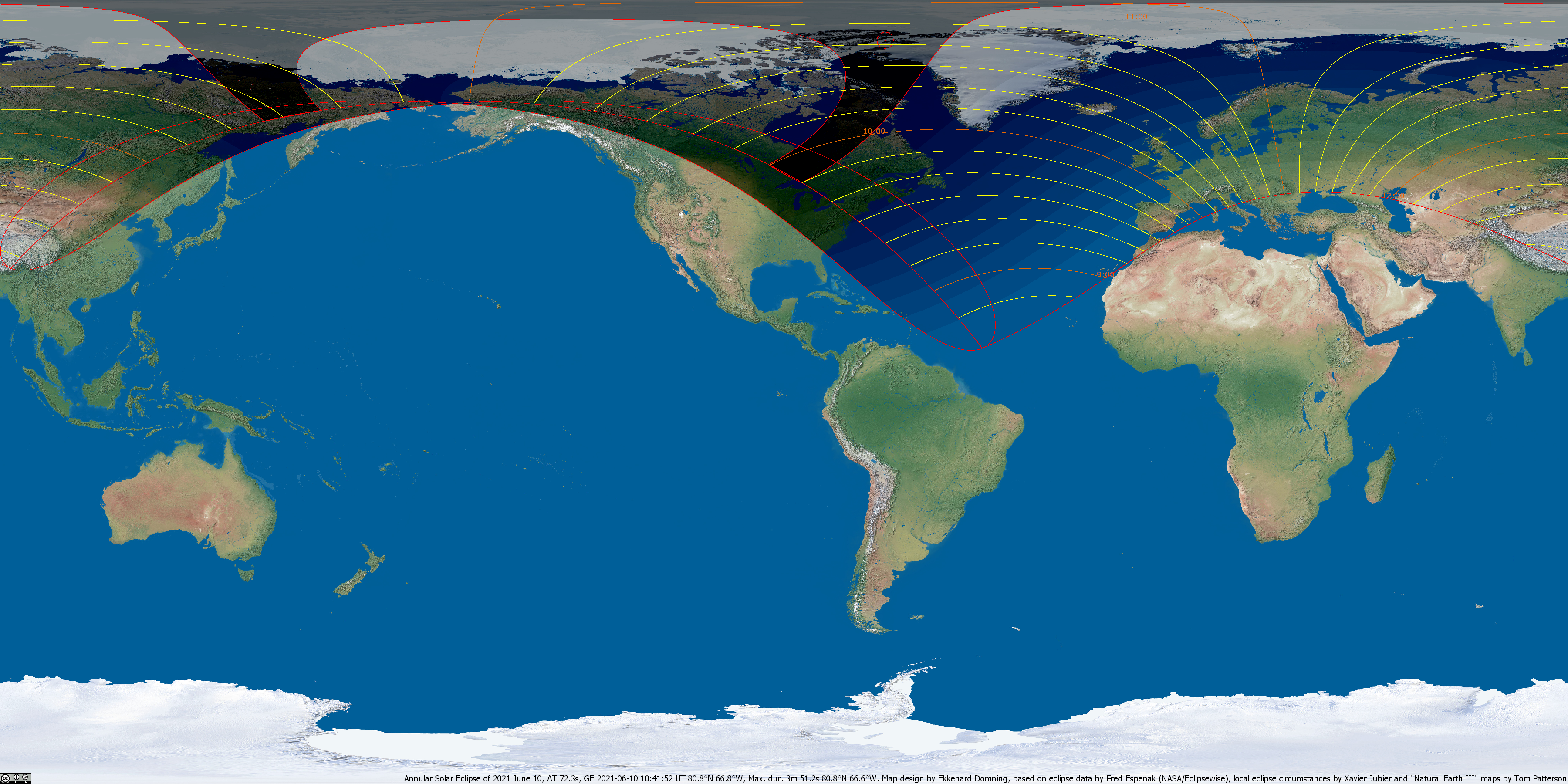
Карта затмения

### Северная Америка

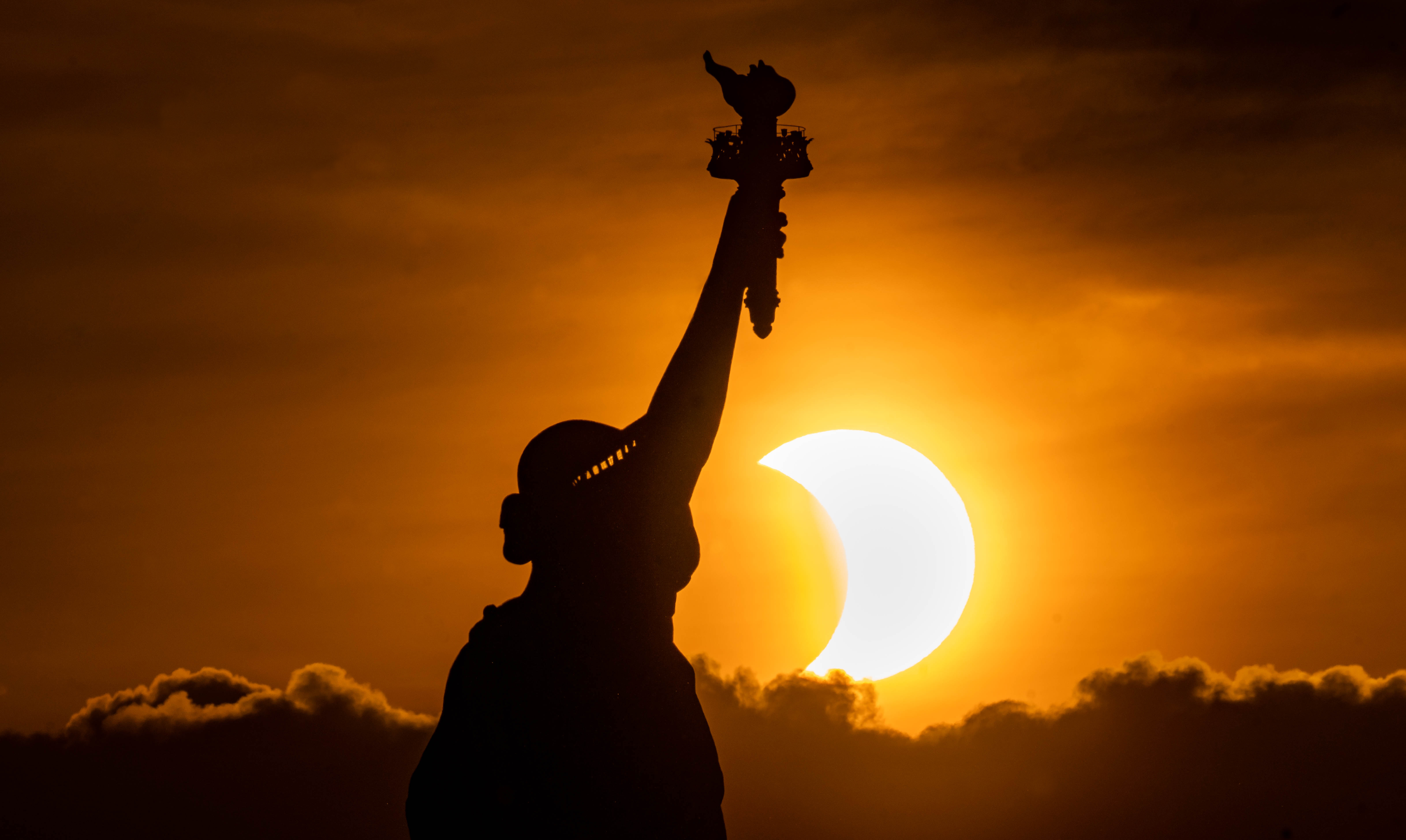
Статуя Свободы в Нью-Йорке, США, во время затмения
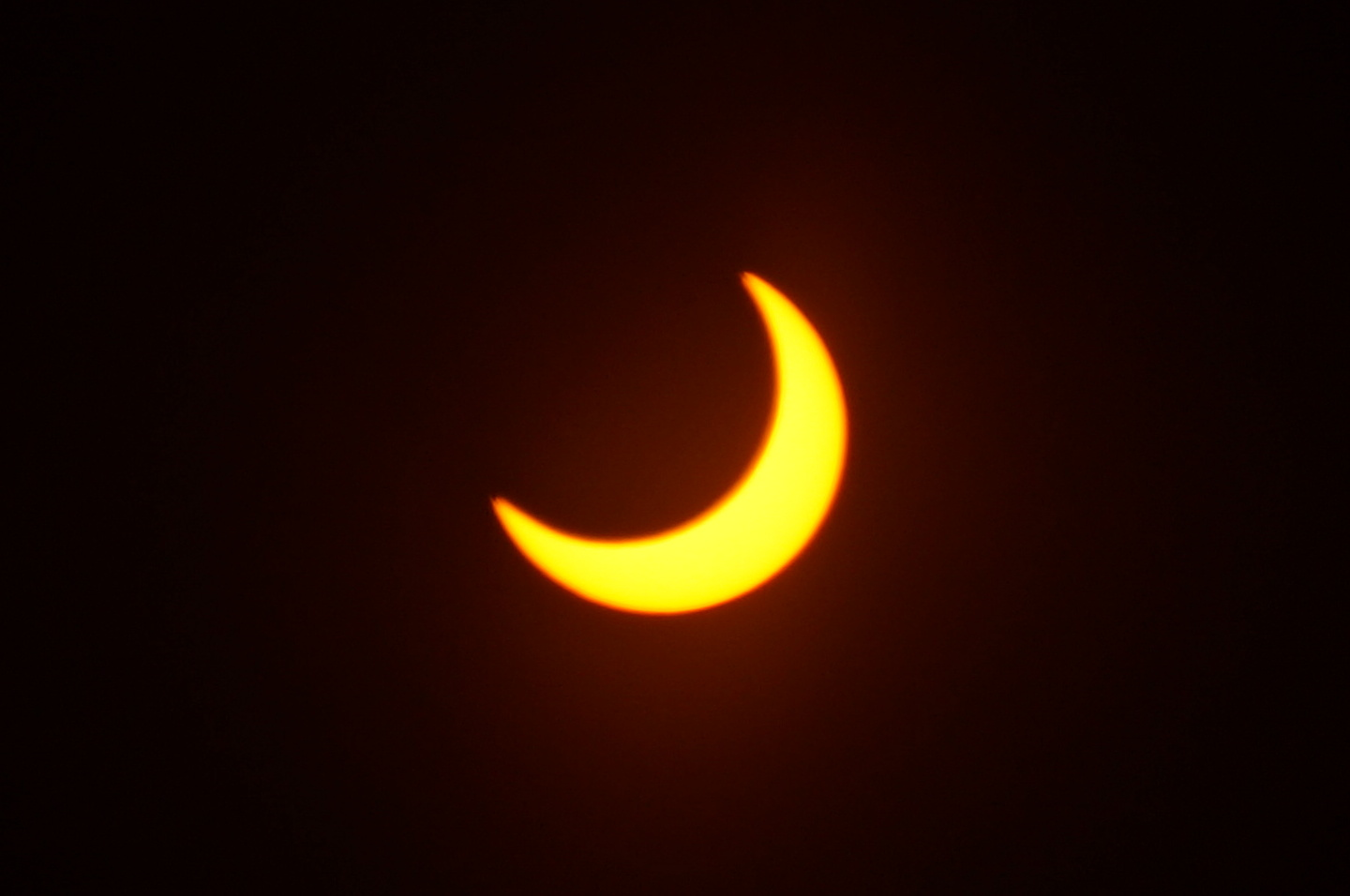
Галифакс, Канада, 8:57 UTC
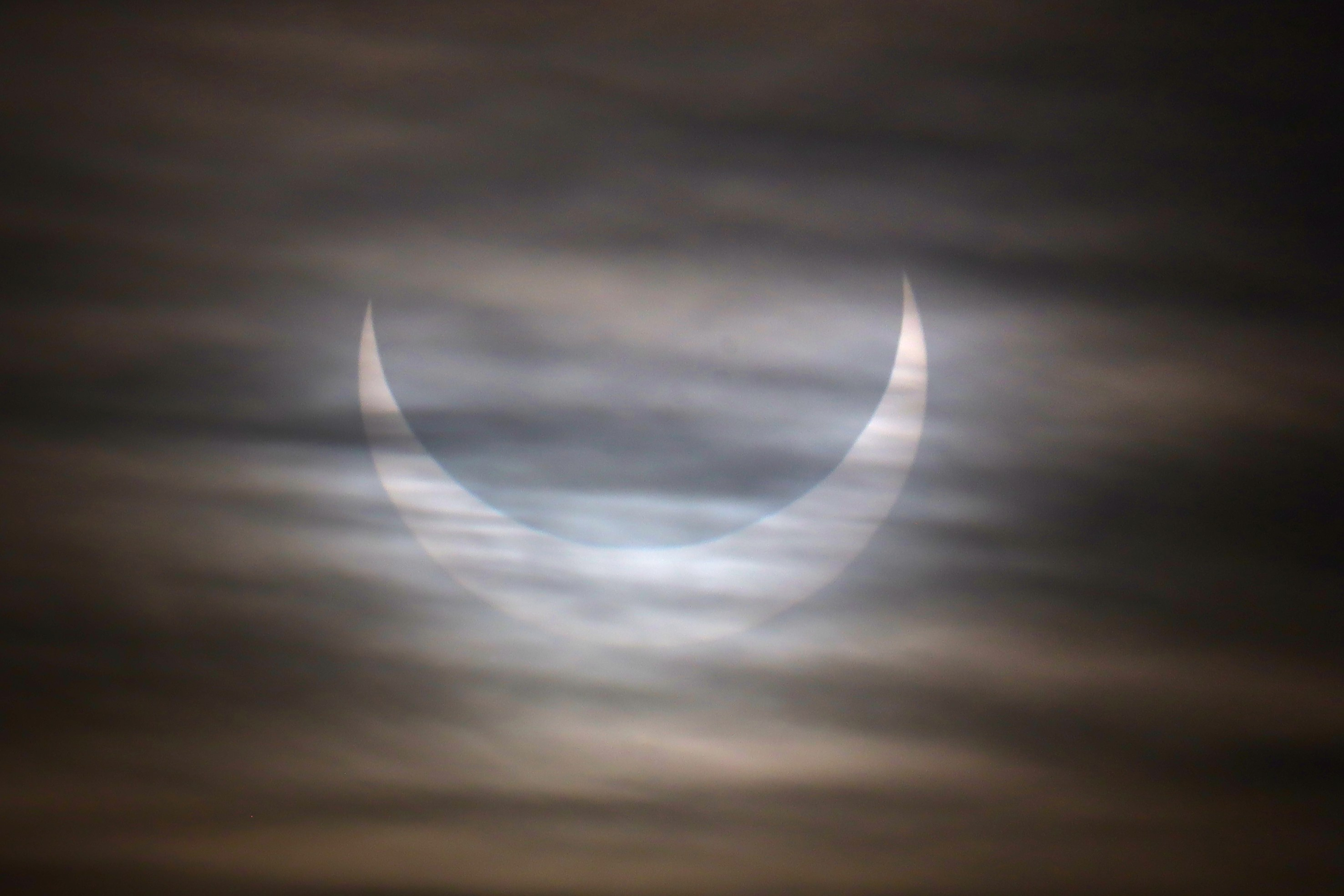
Монтпилиер, США, 9:33 UTC
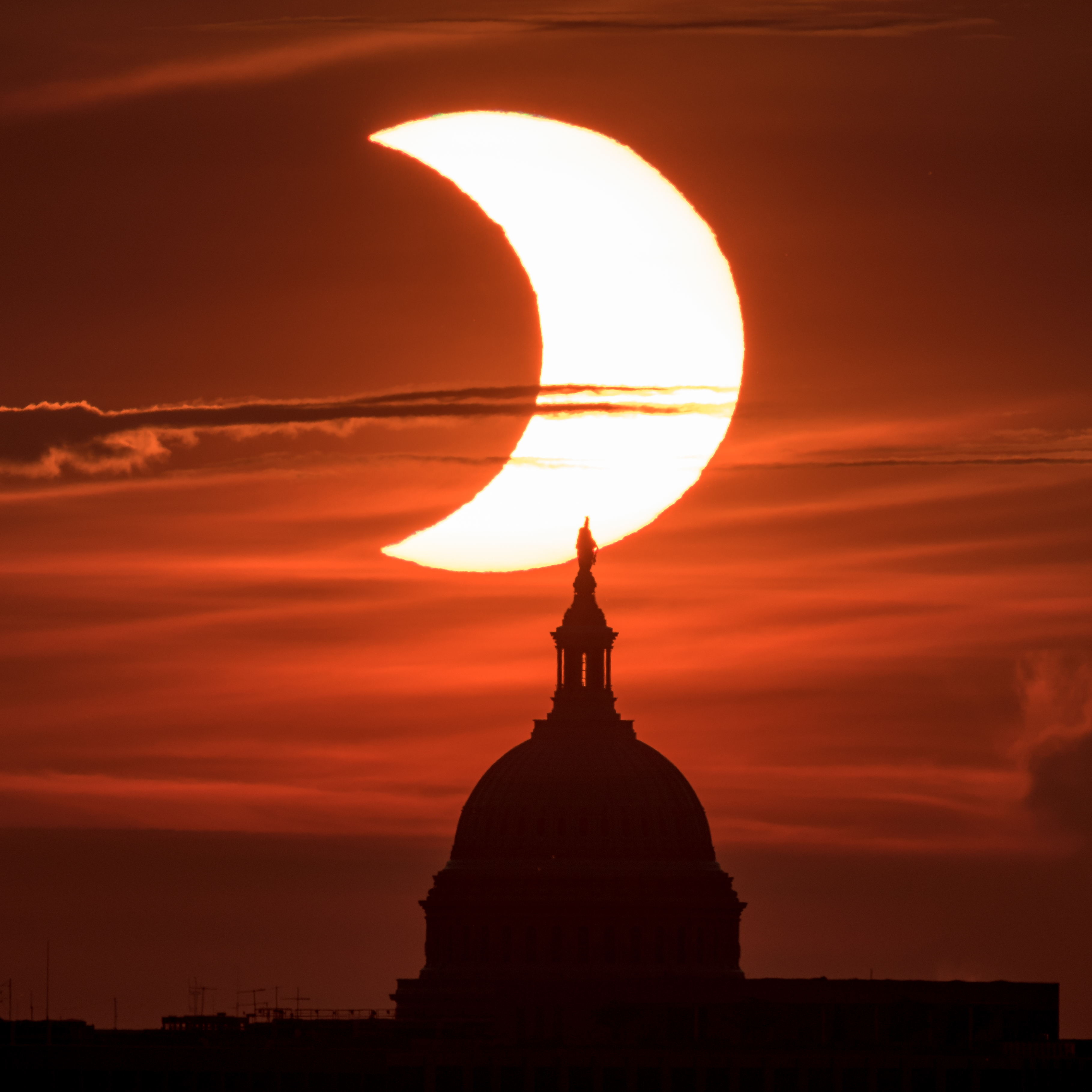
Арлингтон, США, 9:56 UTC

### Европа и Азия

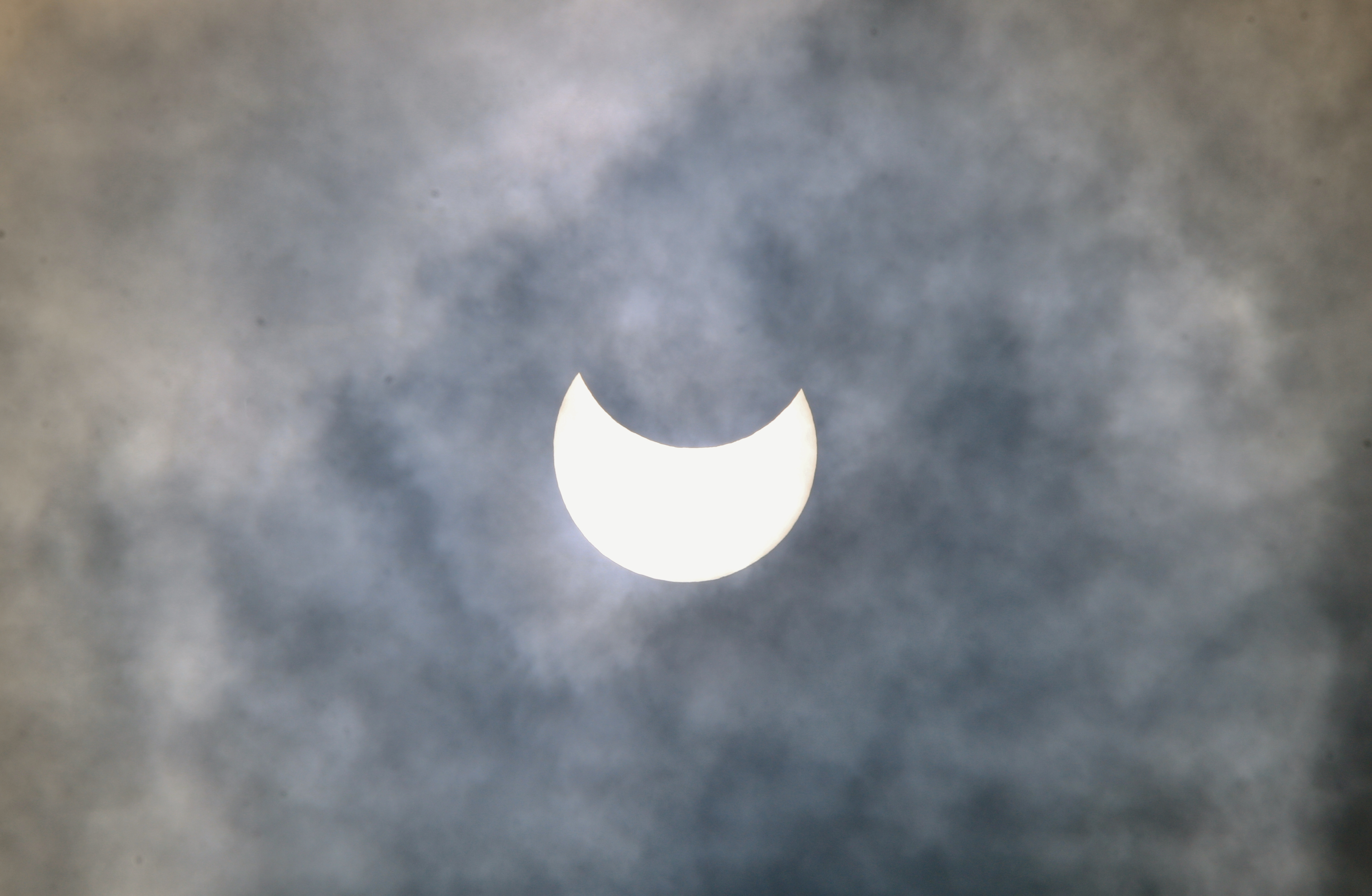
Шетландские острова, Великобритания, 10:04 UTC
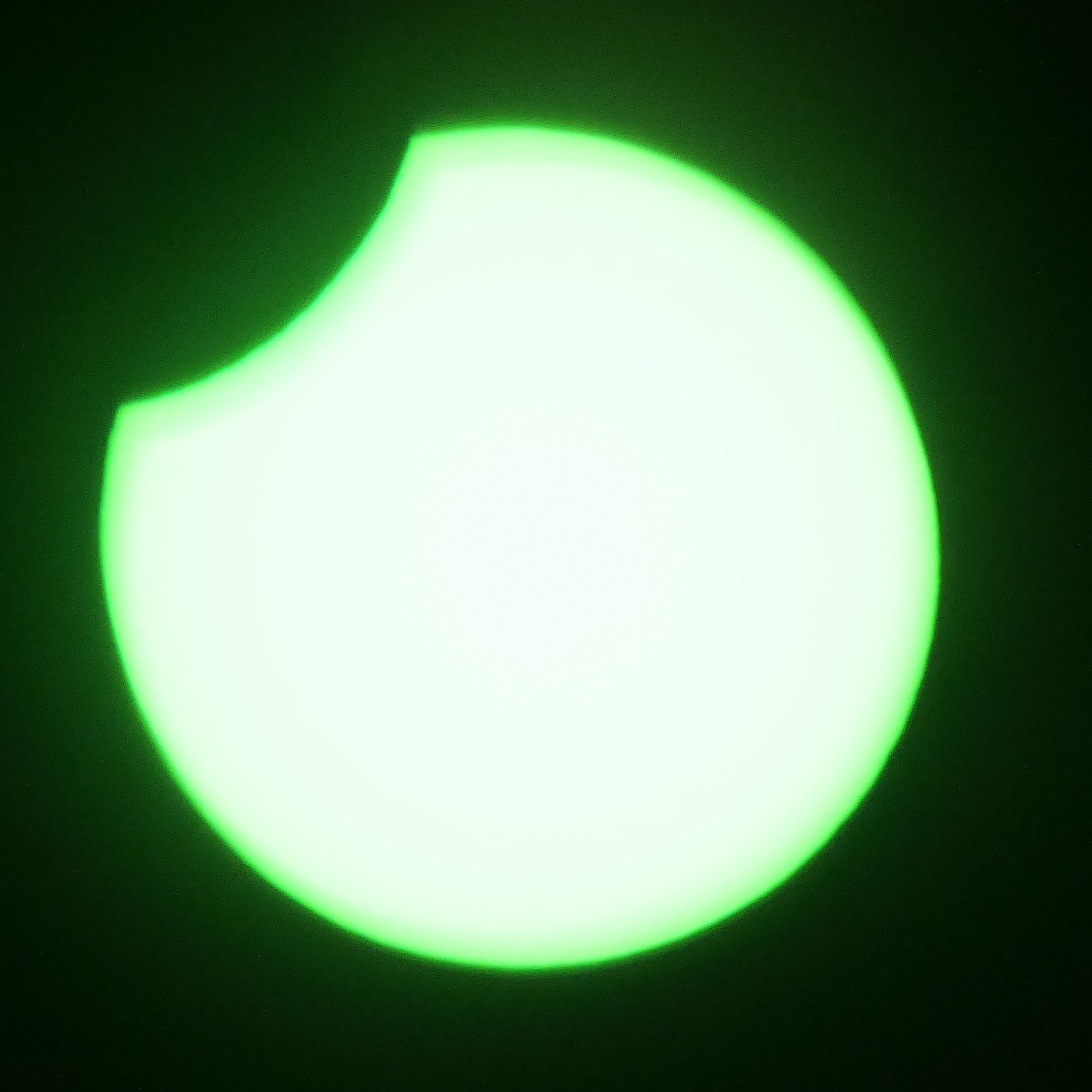
Логроньо, Испания, 10:10 UTC
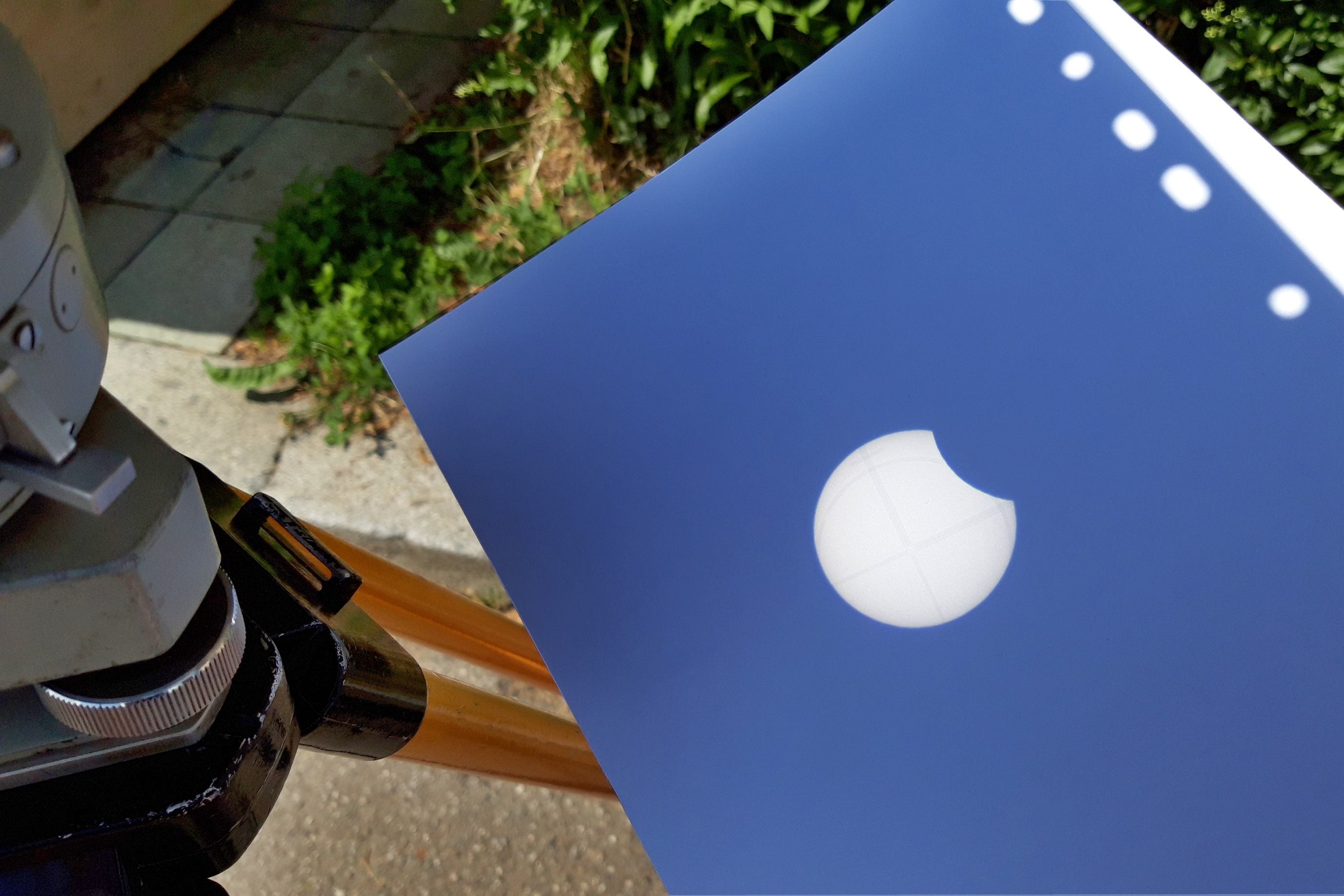
Проекция затмения в Праге, Чехия
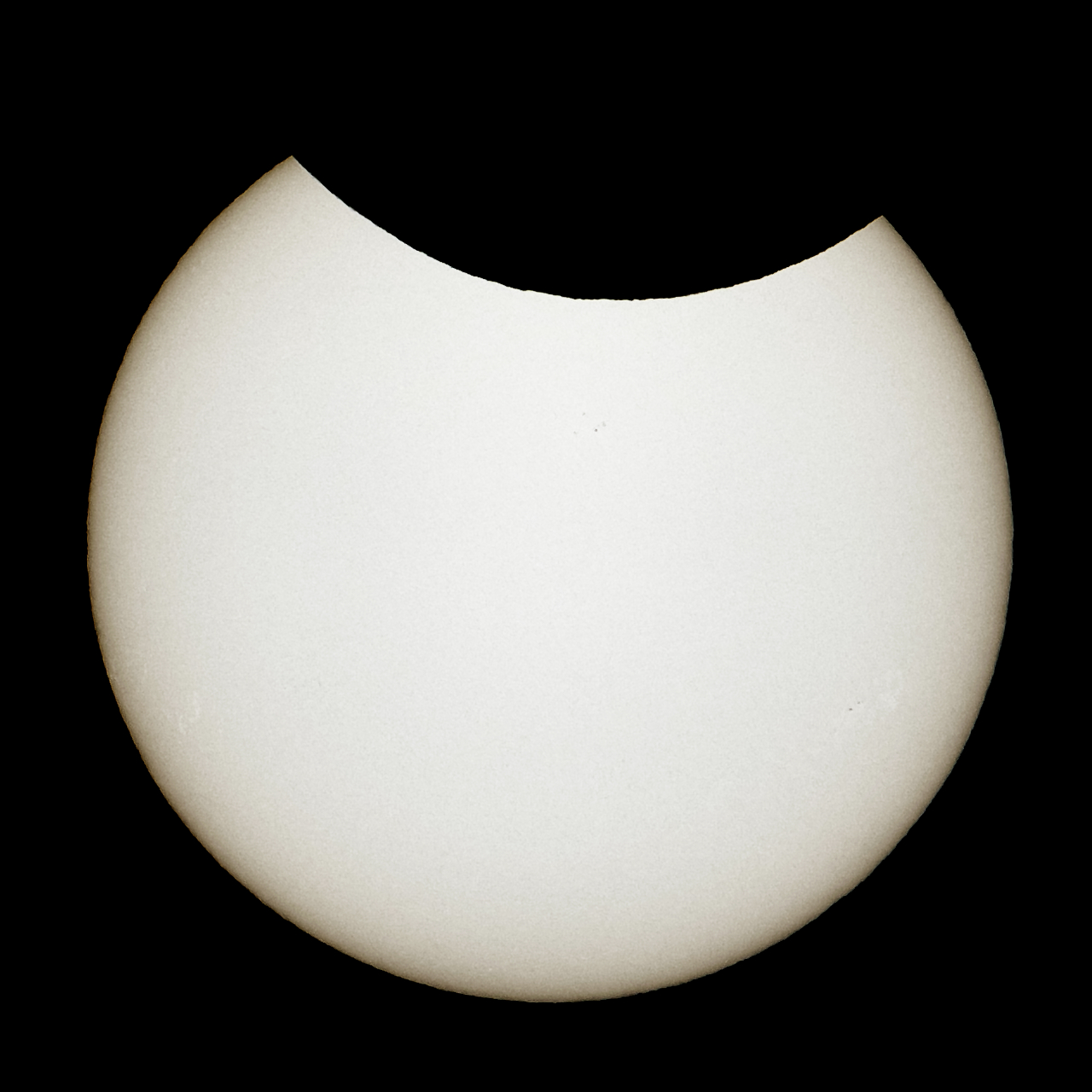
Максимум в 10:38 UTC в Берлине
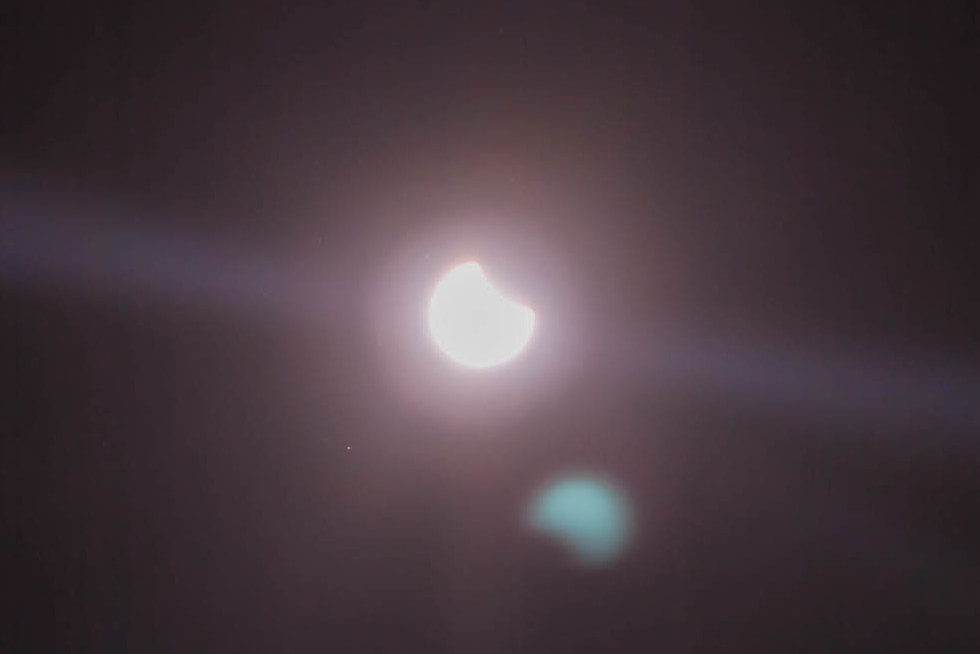
Затмение из Пискарёвского парка в Санкт-Петербурге, 11:09 UTC
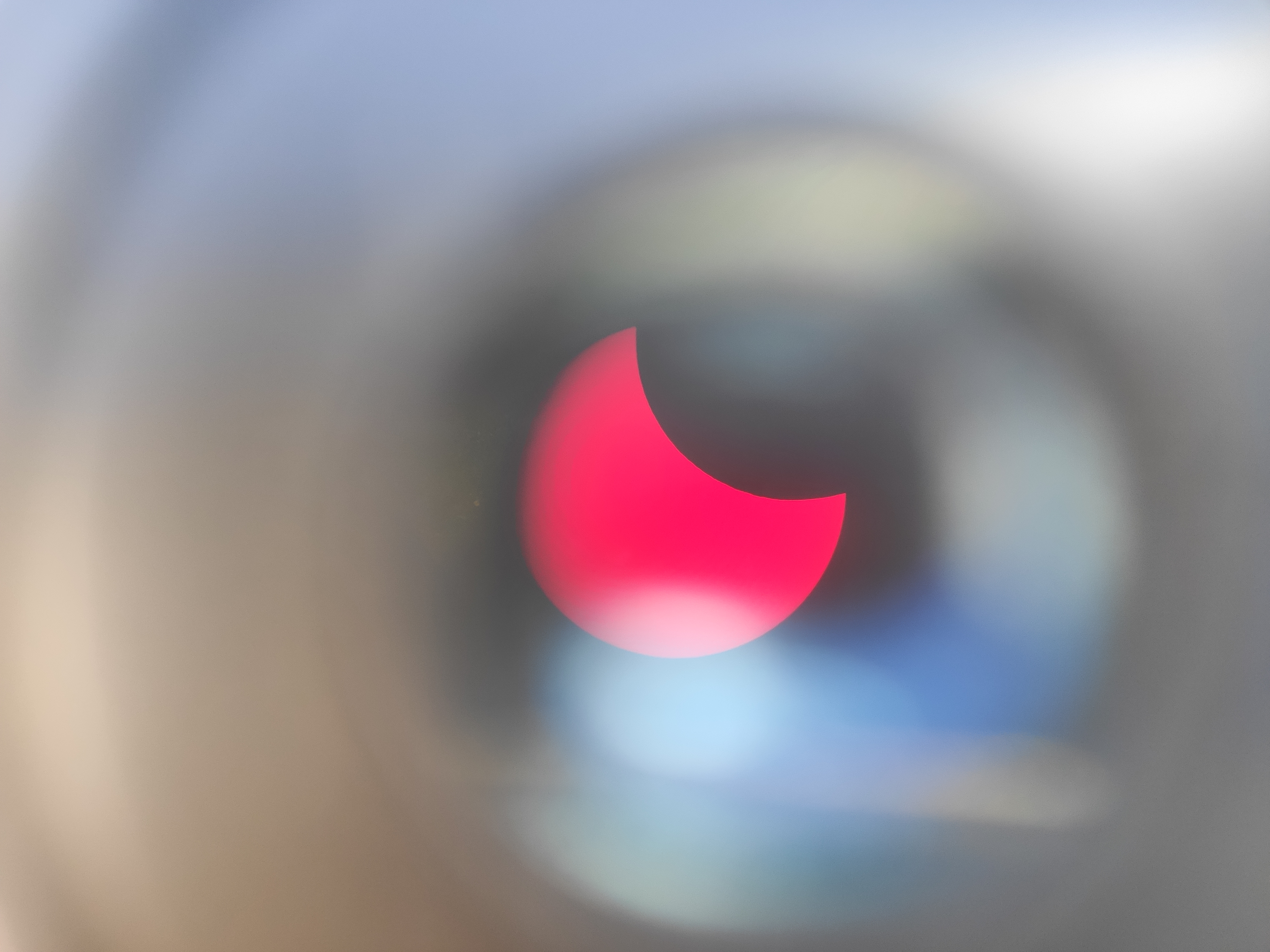
Петрозаводск, затмение в объективе телескопа Coronado, 11:27 UTC
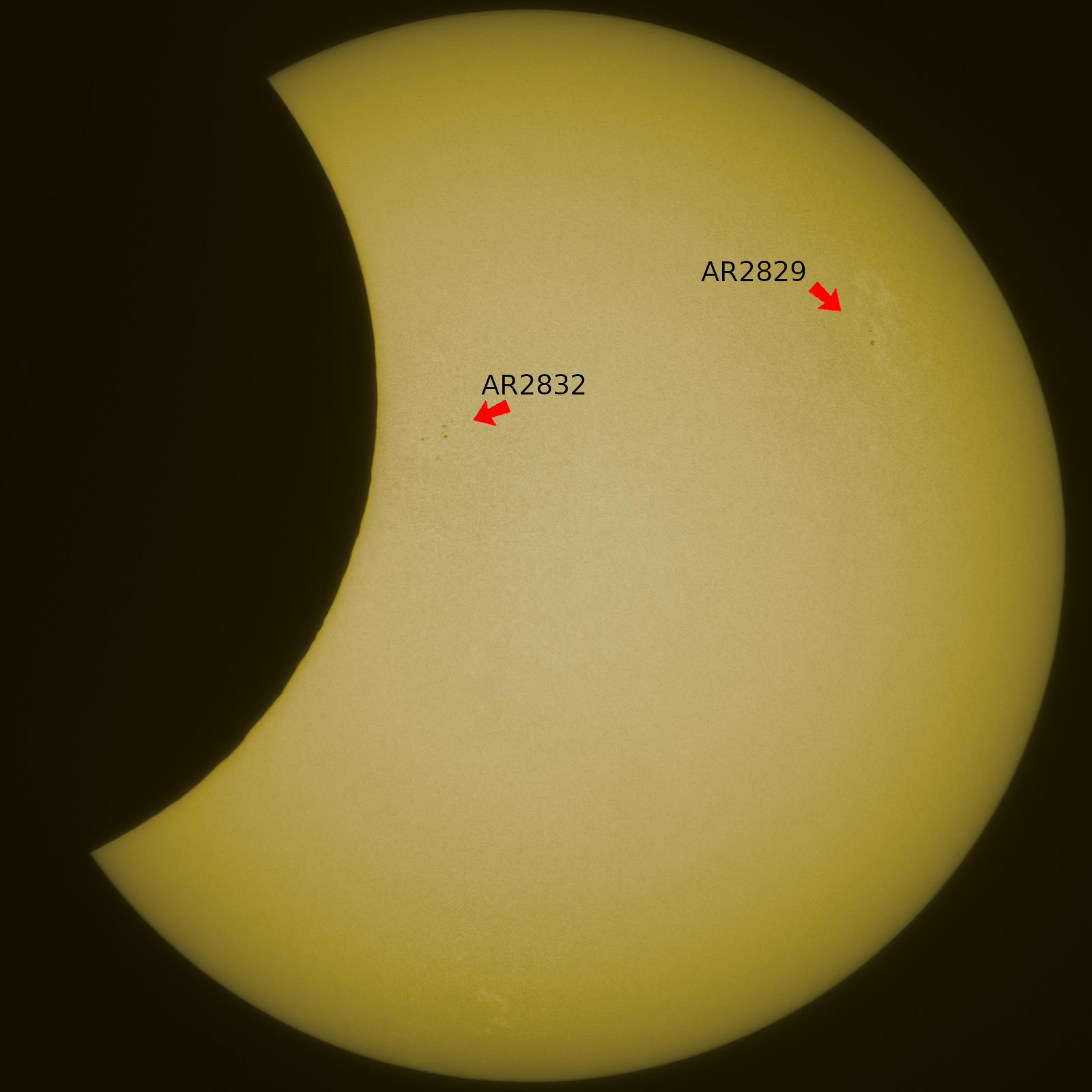
Дублин, Ирландия, 12:31 UTC
- Timelapse-видео затмения в Новосибирском Академгородке